# Koverdîna Balka, Șîșakî
Koverdîna Balka (în ucraineană Ковердина Балка) este localitatea de reședință a comunei Koverdîna Balka din raionul Șîșakî, regiunea Poltava, Ucraina.

## Demografie
Componența lingvistică a localității Koverdîna Balka
     Ucraineană (98,24%)
     Rusă (1,56%)
     Alte limbi (0,2%)
Conform recensământului din 2001, majoritatea populației localității Koverdîna Balka era vorbitoare de ucraineană (98,24%), existând în minoritate și vorbitori de rusă (1,56%).